# Türkiye Cumhuriyeti Devlet Demiryolları
De Turkse Staatsspoorwegen (Turks: Türkiye Cumhuriyeti Devlet Demiryolları, TCDD) is de nationale spoorwegmaatschappij van Turkije. TCDD is de grootste spoorwegmaatschappij die in Turkije actief is.